# Phytoseius venator
Phytoseius venator är en spindeldjursart som beskrevs av Khan, Chaudhri och Muhammad Sharif Khan 1990. Phytoseius venator ingår i släktet Phytoseius och familjen Phytoseiidae. Inga underarter finns listade i Catalogue of Life.